# آثار الحرب الباردة
كان للحرب الباردة العديد من الآثار على المجتمع منذ نهاية الحرب حتى يومنا هذا؛ ففي روسيا أوقف الإنفاق العسكري بسرعة وبشكل حاد، وكان تأثير ذلك كبير جدًا، حيث كان قطاع الصناعة العسكرية سابقًا يشغل واحدًا من بين كل خمسة بالغين من السوفييت، وتفكيك هذه الصناعة جعل مئات الملايين من الأشخاص في الاتحاد السوفيتي السابق بلا عمل.
وبعد أن أطلقت روسيا الإصلاحات الاقتصادية في التسعينيات، عانت من أزمة مالية وانحسار اقتصادي أشد مما مرت به الولايات المتحدة وألمانيا خلال الكساد العظيم؛ حيث ساءت مقومات العيش بالمجمل في السنوات التالية للحرب الباردة وذلك رغم عودة النمو الاقتصادي منذ عام 1995؛ وبقي الأمر حتى عام 2005 حتى عاد متوسط البلدان الشيوعية السابقة إلى مستويات عام 1989 من حصة الفرد من الناتج المحلي الإجمالي، رغم تلكؤ البعض في الخلف، واستمر تأثير الحرب الباردة على الشؤون العالمية.
وبعد تفكك الاتحاد السوفيتي اعتبر العالم ما بعد الحرب الباردة إلى حد بعيد ذا قطب واحد ببقاء الولايات المتحدة لوحدها كقوة عظمى، حيث حددت الحرب الباردة الدور السياسي للولايات المتحدة في عالم ما بعد الحرب العالمية الثانية. عقدت الولايات المتحدة بحلول عام 1989 تحالفًا مع 50 بلدًا وكان لديها 1.5 مليون من القوات المنتشرة في 117 بلدًا، كما أسست الحرب الباردة لالتزام عالمي بمجموعات صناعية عسكرية ضخمة وطوال فترة السلم بالإضافة لتمويل عسكري واسع النطاق للعلوم.
قدر الإنفاق العسكري للولايات المتحدة خلال سنوات الحرب الباردة بثمانية تريليون دولار، في حين فقد ما يقارب 100 ألف أمريكي حياتهم في الحرب الكورية وحرب فيتنام؛ ورغم أن خسائر الأرواح بين الجنود السوفييت يصعب تقديرها كنسبة من الناتج المحلي الإجمالي، كانت التكلفة الاقتصادية للاتحاد السوفيتي أعلى بكثير من الولايات المتحدة.
وبالإضافة لخسارة الجنود النظاميين لحياتهم، مات الملايين في حروب القوى العظمى بالوكالة حول العالم، وأبرزها في جنوب شرق آسيا. انتهت معظم الحروب بالوكالة وتوقفت الإعانات للنزاعات المحلية تزامنًا مع الحرب الباردة؛ أما الحروب الداخلية والإثنية والثورية بالإضافة لأزمات اللاجئين والمهجرين فقد انخفضت بشكل حاد في السنوات التالية للحرب الباردة.
لا يمحى أثر الحرب الباردة دومًا بسهولة فقد بقيت العديد من التوترات الاقتصادية والاجتماعية التي استثمرت لإيقاد منافسة الحرب الباردة في أجزاء من العالم الثالث حادة. وقد أدى انهيار سيطرة الدولة في عدد من المناطق التي حكمتها الشيوعية سابقًا إلى صراعات مدنية وإثنية جديدة، وتحديدًا في يوغوسلافيا السابقة؛ وفي شرق أوروبا، بشّرت نهاية الحرب الباردة بفترة من الازدهار الاقتصادي وزيادة كبيرة في الديمقراطيات الليبرالية؛ وفي أجزاء أخرى من العالم، كأفغانستان، رافق الاستقلال فشل الدولة.
ويمكن الحديث عن العديد من النواتج النووية من الحرب الباردة كتوفر تقنيات جديدة للكهرباء النووية والطاقة النووية، واستخدام الإشعاع لتحسين العلاج الطبي والصحة، كما استفادت المعالجة البيئية والإنتاج الصناعي والعلم البحثي والتطوير التقني جميعها من التطبيق الحريص للإشعاع وغيره من العمليات النووية.
ومن ناحية أخرى، استمر التطوير العسكري والإنفاق رغم انتهاء الحرب الباردة، وتحديدًا في نشر صواريخ بالستية نووية وأنظمة دفاعية.
ولأن الحرب الباردة لم تنته باتفاقية رسمية، استمرت القوى العظمى بدرجات مختلفة بالحفاظ على الأسلحة النووية وأنظمة الإطلاق بل وتحسينها وتعديلها؛ أضف أن دولًا أخرى لم تكن معروفة كدول تملك أسلحة نووية قد طورت واختبرت قنابل نووية.
يعد خطر الإرهاب النووي والأشعة النووية من منظمات في بعض المناطق أو لدى أشخاص مثار قلق.
ما زال النظام العالمي للحد من انتشار الأسلحة النووية الموروث من الحرب الباردة يعوق ويقوم بإجراءات وقائية لمنع الوصول للمواد والمنشآت الوطنية على مستوى وطني وإقليمي، وقد أبطأت إجراءات رسمية وغير رسمية بفعالية الحوافز الوطنية وقللت إيقاع انتشار الأسلحة النووية العالمي.
لقد تطورت استعمالات عديدة ومفيدة للطاقة النووية كاستخدام الطاقة النووية لتوليد الكهرباء؛ واستمر تشغيل وبناء المفاعلات النووية التجارية ورافقته زيادة ملحوظة في إنتاج الطاقة عالميًا، لكن إدارة النفايات النووية ما زالت دون حل إلى حد ما، معتمدة بشكل كبير على سياسات الحكومة، لكن مقدار النفايات الناتجة من مصانع الطاقة النووية صغير نسبيًا، وثبتت إمكانية إعادة تدويرها، والعديد من الدول كفرنسا واليابان وفنلندا تعيد معالجة النفايات النووية حاليًا.
ولأن الأسلحة النووية تتعدى الاهتمامات العسكرية الوطنية، يجري تفكيكها ببطء، وفي بعض الحالات يعاد تدوير موادها الانشطارية لتزويد المفاعلات النووية المدنية.

## المخلفات الإشعاعية

رمز تحذيري تستخدمه الولايات المتحدة للتحذير من وجود خطر إشعاعي

بسبب الاستعمالات العسكرية وغير العسكرية للانشطار النووي، أدت الحرب الباردة إلى بعض حالات التعرض التلقائية البارزة لمستويات عالية من الإشعاع. سبب القصف النووي لهيروشيما وناغازاكي دمارًا واسعًا بسبب الانفجار والنار الشديدين، بالإضافة للإشعاع الشديد والدائم؛ وكنتيجة لعقود من إنتاج الأسلحة النووية والتجارب والاختبارات والتعرض للإشعاع بمستويات أعلى من المستويات المسموحة التي تعرض لها العلماء والتقنيون والطواقم العسكرية والمدنيون والحيوانات؛ وقعت حوادث بارزة ذات علاقة بالإشعاع في المفاعلات النووية المدنية والعسكرية مسببة وفيات مباشرة وتعرضًا تلقائيًا للعاملين وللعامة.
ونظرًا للعديد من الدراسات التشخيصية والوبائية التي أجريت منذ حينها، فإن الآثار الطبية للتعرض للإشعاع مفهومة بشكل أكبر مما كانت عليه خلال الحرب الباردة، وبالمقارنة، وثقت جرعات كبيرة وتلقائية من العوامل الإشعاعية والكيميائية والبيولوجية؛ وكانت بعض التعرضات ناتجة عن تجارب طبية بشرية وبعضها عن مواد عالية السمية ومواقع ملوثة.
وفي حين أن معظم المنشآت وبقايا المنتجات النووية للحرب الباردة تقع ضمن حدود مؤمنة، فالأمر لا ينطبق على الغواصات التي تعمل بالطاقة النووية والتي غرقت في البحر.